# Quickshifter

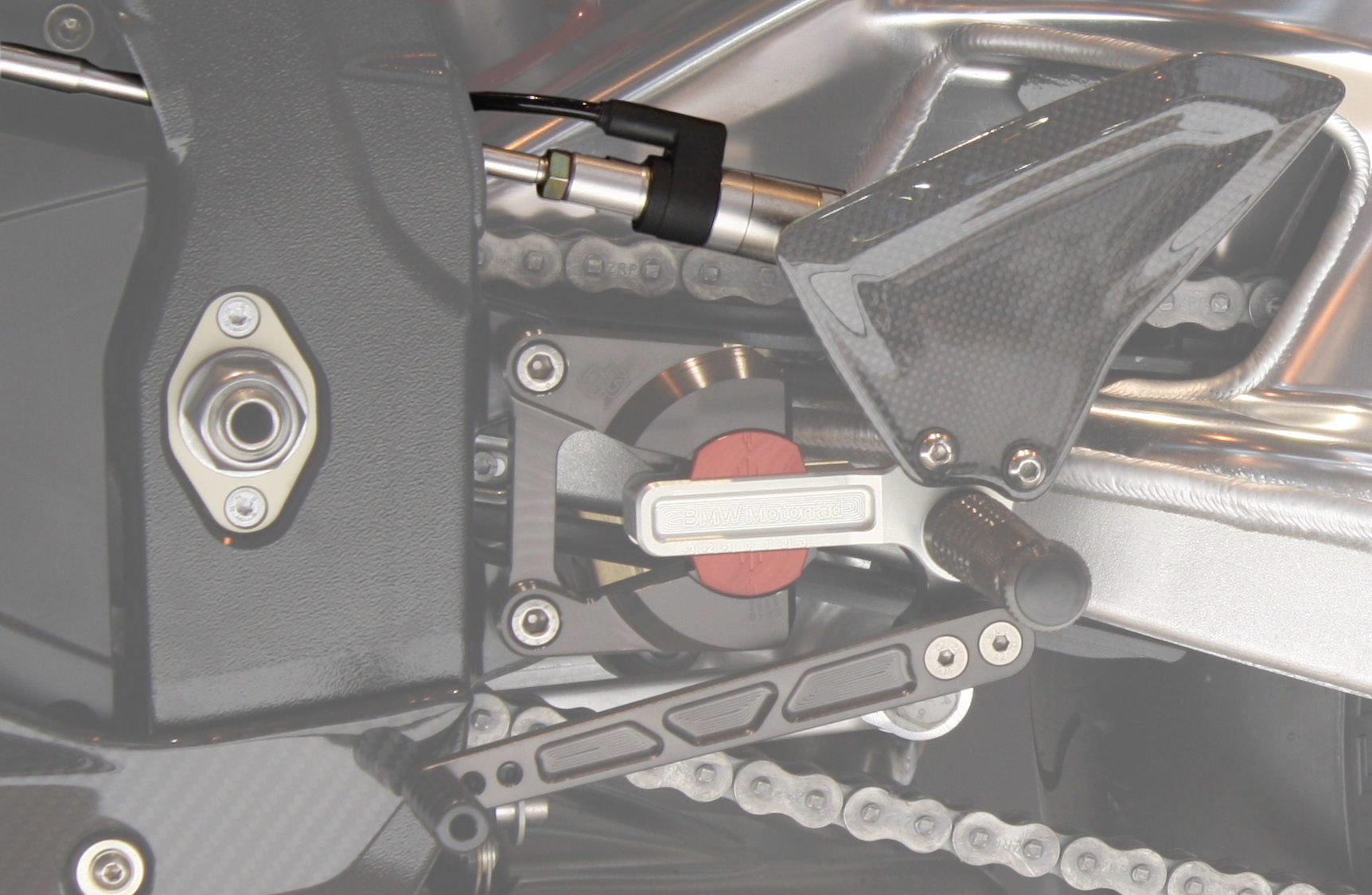
"Quickshifter" o cabio rápido

"Quickshifter" (o cambio rápido) es un dispositivo que permite no utilizar en embrague en una transmisión manual, y es generalmente utilizado en motocicletas. Aumenta la seguridad y comodidad del vehículo al eliminar la necesidad de presionar el embrague antes de utilizar la palanca de cambio del vehículo. Este mecanismo permite realizar el cambio de marcha mucho más rápidos (normalmente en menos de 50 milisegundos).

## Mecanismo
Casi todos los sistemas "quickshifters" trabajan en forma similar: un sensor nota que la palanca de cambio se accionó, y un microcontrolador (CPU) procesa el dato (calcula el momento) y cortes de ignición un instante, resultando en reducción de carga en la transmisión que deja la nueva marcha engranar en su sitio. El método, sensores y procesos pueden variar.

### Sensor
La mayoría de los sensores miden el cambio de presión sobre la palanca de cambio (tanto al presionar como al subir) en la varilla de cambio. Algunos sensores miden la tensión molecular en la varilla de cambio para determinar el proceso del cambio en vez de utilizar un sensor de presión. El uso de tensión molecular (sensor) es costoso pero más fiable y libre de medidas falsas debido a vibraciones ya que no tiene partes móviles.

### Microcontrolador
Estos CPUs generalmente controlar el ignition y/o suministro de combustible para reducir carga de la transmisión cuándo es necesaria. 

## Bi-Direccional Quickshifter
El término bi-direccional "quickshifter" significa que el mecanismo trabaja en ambas direcciones de la caja de cambios -hacia arriba o abajo - La mayoría de los "quickshifters" son bidireccionales, así que el término quickshifter es normalmente usado para los dos tipos.
Existen excepciones como la 2016 Kawasaki Ninja ZX-10R y 2015 H2/R  "KQS" que cuentan con quickshifters unidireccionales.
Los ejemplos de motocicletas utilizando bi-direccionales quickshifter es BMW S1000RR y S1000R, 2017 Kawasaki Ninja ZX-10R  y H2/R, Suzuki GSX-R1000/R, Aprilia Tuono KTM 1290 Super Adventure, etc.